# Rubus notatus
Rubus notatus är en rosväxtart som beskrevs av Liberty Hyde Bailey. Rubus notatus ingår i släktet rubusar, och familjen rosväxter. Inga underarter finns listade i Catalogue of Life.